# Barry Goldberg (álbum)
Barry Goldberg es el sexto álbum de estudio del cantautor estadounidense del mismo nombre. Fue publicado en marzo de 1974 por el sello discográfico Atlantic Records.

## Recepción de la crítica
Un escritor no especificado de la revista Cash Box escribió: “El primer LP en solitario de Barry es uno de los más provocativos que hemos escuchado este año. Producida nada menos que por Bob Dylan y Jerry Wexler, la colección incluye diez originales de Goldberg, cada uno de las cuales demuestra su inteligente habilidad lírica, así como su habilidad para transmitir una canción. Su voz se combina perfectamente con las pistas, llevando al oyente a niveles obvios y sutiles de significado”. Un escritor no especificado de Billboard escribió: “Ni las melodías ni la voz son asombrosas, pero el ambiente general del apacible período solista del oficial Goldberg es cálido y convincente, debido tanto a la franqueza general del artista como a una producción obviamente comprensiva de Jerry Wexler y Bob Dylan”.

## Rendimiento comercial
Billboard informó en la semana que finalizó el 16 de marzo de 1974 que Barry Goldberg fue una selección en radio FM con transmisión en WOWI-FM, WPRB-FM y WOUR-FM, tres de las principales estaciones del país. La semana siguiente, Barry Goldberg fue una selección de acción en radio FM en otras cuatro estaciones líder: WBRU-FM, WNEW-FM, WPLR-FM y WGLF-FM.

## Lista de canciones
Todas las canciones escritas y compuestas por Barry Goldberg, excepto donde esta anotado. 
| Lado uno |                                                      |          |  |
| N.º      | Título                                               | Duración |  |
| 1.       | «Stormy Weather Cowboy»                              | 3:12     |  |
| 2.       | «Shady Hotel» (B. Goldberg, Gail Goldberg)           | 2:37     |  |
| 3.       | «It's Not the Spotlight» (B. Goldberg, Gerry Goffin) | 3:44     |  |
| 4.       | «Silver Moon»                                        | 3:29     |  |
| 5.       | «Minstrel Show»                                      | 4:10     |  |

| Lado dos |                                                          |          |  |
| N.º      | Título                                                   | Duración |  |
| 1.       | «(I've Got to Use My) Imagination» (B. Goldberg, Goffin) | 3:37     |  |
| 2.       | «Orange County Bus» (B. Goldberg, G. Goldberg)           | 3:17     |  |
| 3.       | «She Was Such a Lady»                                    | 4:02     |  |
| 4.       | «Big City Woman»                                         | 4:02     |  |
| 5.       | «Dusty Country» (B. Goldberg, G. Goldberg)               | 5:09     |  |

## Créditos y personal
Créditos adaptados desde las notas de álbum de Barry Goldberg.
Músicos
- Barry Goldberg – guitarra, teclados, voz principal
- Pete Carr, Jimmy Johnson, Eddie Hinton, George Terry – guitarra
- Al Lester – violín tradicional
- Rule Yarborough – banjo
- Barry Beckett – teclados, vibráfono
- David Hood – bajo eléctrico
- Roger Hawkins – batería
- Jimmy Evons – conga
- Harvey Thompson – saxofón tenor, flauta
- Ronnie Eodes – saxofón barítono
- Harrison Calloway, Wayne Hill – trompeta
- Charles Rose – trombón

Músicos adicionales
- Ralph MocDonald – percusión en «Stormy Weather Cowboy», «It's Not the Spotlight», «Minstrel Show» y «Big City Woman»
- Arthur Jenkins – percusión en «Stormy Weather Cowboy», «Minstrel Show» y «Big City Woman»
- Bob Dylan – percusión en «It's Not the Spotlight», coros en «Stormy Weather Cowboy», «Silver Moon», «Minstrel Show» y «Big City Woman»
- Jerry Wexler – percusión en «It's Not the Spotlight»
- Tex & Tom Bernfeld – coros en «Stormy Weather Cowboy»
- Pete Carr – coros en «Silver Moon», «Minstrel Show» y «Big City Woman»
- Brenda Bryant, Margaret Branch, Pat Smith – coros en «It's Not the Spotlight» y «(I've Got to Use My) Imagination»
- Tom Bernfeld – coros en «Orange County Bus»

Personal técnico
- Bob Dylan – productor
- Jerry Wexler – productor
- Jerry Masters, Steve Melton – ingeniero de audio
- Barry Goldberg, Lew Hahn – mezclas en «Stormy Weather Cowboy»
- Tom Dowd – mezclas en «It's Not the Spotlight», «Silver Moon», «Minstrel Show», «(I've Got to Use My) Imagination», «She Was Such a Lady» y «Big City Woman»
- Carl Richardson, Albhy Galuten – mezclas en «Shady Hotel», «Orange County Bus» y «Dusty Country»
- Joel Brodsky – fotografía
- Gail Goldberg – diseño de portada
- Mark Schulman – director artístico